# Парк культури і відпочинку селища Крижопіль
Парк культури та відпочинку селища Крижопіль — парк-пам'ятка садово-паркового мистецтва місцевого значення, розташований на території смт Крижопіль Вінницької області Тульчинського району Вінницької області. 
Оголошений відповідно до рішення облвиконкому 27 сесії Вінницької обласної Ради 5 скликання від 10.12.2009 р.; № 903. 
Охороняється старовинний парк, закладений наприкінці XIX ст., де зростає близько 150 видів і форм дерев, зокрема бархат амурський, клен звичайний, клен-явір, дуби звичайний, скельний та червоний, горіхи волоський та чорний, липи серцелиста і європейська, ясен звичайний та зелений, гледичія колюча тощо.
Парк створено на базі колекції дерев і кущів Крижопільського дендророзсадника Одеської залізниці. Це єдиний у басейні р. Південний Буг регулярний парк, розташований на рівнинній ділянці рельєфу, спланований у чітких геометричних формах, має яскраво виражену основну вісь композиції — центральну алею з роздільною смугою дерев, від якої відходять бічні й діагональні алеї. Регулярний характер парку підкреслює також обрамлення алей живоплотами стриженої зелені.